# Gunung Ara (kulle)
Gunung Ara är en kulle i Indonesien.   Den ligger i provinsen Aceh, i den västra delen av landet, 1 700 km nordväst om huvudstaden Jakarta. Toppen på Gunung Ara är 77 meter över havet.
Terrängen runt Gunung Ara är platt åt sydväst, men åt nordost är den kuperad.Runt Gunung Ara är det ganska glesbefolkat, med 24 invånare per kvadratkilometer. I omgivningarna runt Gunung Ara växer i huvudsak städsegrön lövskog.